# عزيزول حسني أوانغ
عزيز حسني أوانغ (بالإنجليزية: Azizul Hasni Awang) مواليد 5 يناير 1988 في ترغكانو، ماليزيا، هو دراج ماليزي في صنف سباق الدراجات على المضمار ضمن فريق ماليزيا. شارك في دورة الألعاب الأولمبية الصيفية. شارك وحقق ميدالية في دورة ألعاب الكومنولث.

## الميداليات
| الميدالية | المسابقة                                   |
| --------- | ------------------------------------------ |
| فضية      | بطولة العالم للدراجات على المضمار 2009     |
| فضية      | بطولة العالم للدراجات على المضمار 2010     |
| برونزية   | بطولة العالم للدراجات على المضمار 2015     |
| ذهبية     | دراجة هوائية في دورة الألعاب الآسيوية 2010 |

## وصلات خارجية
- الموقع الرسمي

## روابط خارجية
- عزيزول حسني أوانغ على موقع الاتحاد الدولي للدراجات (الإنجليزية)
- عزيزول حسني أوانغ على موقع أرشيف الدراجات (الإنجليزية)
- عزيزول حسني أوانغ على موقع CycleBase (الإنجليزية)
- عزيزول حسني أوانغ على موقع أوليمبيديا (الإنجليزية)
- عزيزول حسني أوانغ على موقع اتحاد ألعاب الكومنولث (مؤرشف) (الإنجليزية)
- عزيزول حسني أوانغ على موقع اتحاد ألعاب الكومنولث (مؤرشف) (الإنجليزية)